# ماریانوفکا (باشقیرستان)
ماریانوفکا (به لاتین: Maryanovka) یک منطقهٔ مسکونی در روسیه است که در باشقیرستان واقع شده‌است.